# Linare FC
El Linare Football Club és un club de Lesotho de futbol de la ciutat de Leribe.

## Palmarès
- Lliga de Lesotho de futbol:[2]

1973, 1979, 1980
- Copa de Lesotho de futbol:[3]

1983, 1999